# Skarlát Boszorkány
A Skarlát Boszorkány, valódi nevén Wanda Maximoff egy kitalált szereplő a Marvel Comics képregényeiben. A szereplőt Stan Lee és Jack Kirby alkotta meg. Első megjelenése az X-Men 4. számában volt, 1964 márciusában. A Skarlát Boszorkány Magneto lánya, és a Marvel-univerzum egyik legnagyobb hatalommal rendelkező mutánsa.
Wanda Maximoff kezdetben a Mutánsok Testvérisége nevű, világuralomra törő mutánscsapat tagja volt. Az Avengers 16. számában Amerika Kapitány mint a Bosszú Angyalai legújabb tagjaiként mutatta be, testvérével, Higanyszállal és Sólyomszemmel együtt. Hosszú ideig az Angyalok keleti, majd nyugati partjának tagozatának tagja volt. A nyugati parti tagozat megszűnése után a rövid életű Erőművek nevű csapat tagja lett majd ismét beállt az Angyalok közé.
A Skarlát Boszorkány labilis idegállapota miatt közvetlen kiváltója volt a Bosszú Angyalai Káosz, valamint a House of M és a Decimation című történetek végzetes cselekménysorozatának.
Ereje és képességei:
Skarlát Boszorkány képes manipulálni a valószínűségi mezőket. Kézmozdulatok és mentális koncentráció együttesével különféle szférákat tud létrehozni, melyekben bizonyos mennyiségű valóságformáló pszionikus erőt gyűjt össze. Ez a célpontját elérve zavart okoz az azt körülvevő molekuláris szintű valószínűségi mezőben. Ilyen módon Wanda különleges jelenségeket képes manifesztálni. Példának okáért fegyvereket olvaszthat szét, spontán égést idézhet elő, szerves és szervetlen anyagokat bomlaszthat szét, tárgyakat lebegtethet, energiatovábbítást akadályozhat meg és így tovább. Az alapvető valóságformáló képességén túl Wandában rendkívül nagy varázserő is összpontosul. Különleges kapcsolata van a természeti elemekkel, melyeket a különféle bűbájok létrehozásakor is segítségül hív.
Az általa használt erőnek megvannak a határai, így például a nagy távolságok vagy a rossz látási körülmények egyaránt akadályozhatják Wandát, továbbá a fizikai és mentális állapota is befolyásolja a hatékonyságát. A Mutánsvilág eseményei ugyanakkor bebizonyították, hogy hatalmának növekedésével ezeket a korlátokat is át tudja hágni. Amikor teljesen szabadjára engedi az erejét, Skarlát Boszorkány gyakorlatilag bármit megtehet. Így például a repülés, az anyagok átváltoztatása, a mutáns adottságok inaktiválása, sőt, még a holtak feltámasztása sem okoz neki gondot. Habár a Mutánsvilág után Wanda úgy döntött, hatástalanítja az erejének nagy részét, az nem hagyta őt el teljesen. 